# Удилов, Вадим Николаевич
Вадим Николаевич Удилов (1924—2001) — деятель советских спецслужб и писатель, генерал-майор госбезопасности. Первый заместитель начальника Второго главного управления КГБ СССР, руководитель спецоперации «Взрывники» (1977).

## Биография
Родился 25 ноября 1924 года в Ташкенте в семье сотрудника ОГПУ, его отец в 1930 году был убит басмачами.
С 1941 года после начала начала Великой Отечественной войны, приписав себе несколько лет, добровольцем пошёл служить в РККА, после окончания  Харьковского танкового училища с сентября 1942 года  был направлен в действующую армию, участник войны в составе 3-го танкового батальона, 79-й танковой бригады 1-го Прибалтийского фронта в должностях — командира танка, командира танкового взвода и командира роты. 25 августа и 24 ноября 1944 года за боевые отличия был награждён Орденом Красной Звезды и Орденом Красного Знамени:  «за то, что Удилов за период боевых действий с 7 по 10 октября 1944 года показал себя смелым и мужественным командиром танка Т-34. В борьбе против немецко-фашистских захватчиков первым ворвался в оборону противника и уничтожил своим танком 2 бронетранспортера, 4 пушки, 10 автомашин, 2 миномета, 4 пульточки, а также захватил обоз с боеприпасами и другим военным имуществом. Тов. Удилов своим танком подбил танк типа "Пантера" и, будучи а головном разведдозоре, своевременно давал сведения о противнике и его силах».
С 1946 года на службе в органах госбезопасности, оперативный сотрудник службы наружного наблюдения и отдела контрразведки (Второй отдел) МГБ Узбекской ССР, в последующем служил в  Первом (американском) отделе Второго главного управления (контрразведка) КГБ СССР. В середине 60-х годов принимал  участие в специальной операции по тайному проникновению в здание Посольства США в Москве. С 1962 по 1964 годы — заместитель старшего советника и советник по вопросам контрразведки Представительства КГБ при МВД Народной Республике Болгария.
В 1977 году В. Н. Удилов руководил  оперативно-розыскной группой по делу о серии терактов в Москве (операция  «Взрывники»). С 1977 по 1980 годы — заместитель начальника Аналитического управления Второго главного управления КГБ СССР. В последующем был первым заместителем начальника Второго главного управления КГБ СССР.
Умер 3 июля 2001 года в Москве.

## Награды
- Три Ордена Красного Знамени (в том числе 24.11.1944[4])
- Орден  Отечественной войны I степени
- Орден Красной Звезды (25.08.1944[4])
- Медаль «За победу над Германией в Великой Отечественной войне 1941—1945 гг.» (09.05.1945)